# Рерберг, Пётр Фёдорович
Пётр Фёдорович Рерберг (6 октября 1835 — 29 мая 1912, Санкт-Петербург, Российская империя) — инженер-генерал русской императорской армии, начальник Закаспийской области (1881—1883), командующий войсками Одесского военного округа (1886—1893). Сын инженер-генерала Ф. И. Рерберга, брат инженера И. Ф. Рерберга.

## Биография
Окончив в 1849 году Главное инженерное училище, службу начал кондуктором; в 1855 году был произведён в поручики. Во время Крымской войны участвовал в боях на Малаховом кургане.
В 1856 году переведён в Санкт-Петербургскую инженерную команду, где состоял при генерал-лейтенанте Э. И. Тотлебене). Через год поступил в Тифлисскую инженерную команду, вместе с которой участвовал в операциях против горцев, в том числе в нескольких походах под личным начальством главнокомандующего А. И. Барятинского.
Во время русско-турецкой войны 1877—1878 годов состоял при войсках на турецкой границе, при переходе границ лично руководил постройкой моста через реку Арпалай против крепости Александрии, занимался инженерными работами при взятии Карса.
С мая 1881 года — начальник и командующий войсками Закаспийской области. С 22.03.1883 — начальник 24-й пехотной дивизии. 6 июля 1885 года был назначен командиром VIII армейского корпуса, а в 1886 году — командующим войсками Одесского военного округа.
С 1893 года — член Военного совета, председатель Главного военно-санитарного комитета. Член Государственного совета (с 1904).
Активно участвовал в подготовке мероприятий к 50-летию обороны Севастополя. Мемориальное обозначение главной оборонительной линии на Корабельной стороне вошло в общий план Комитета по увековечиванию памяти защитников 1-го, 2-го, 3-го бастионов, Малахова кургана. Утвердив проект инженер-полковника О. И. Энберга, построили своеобразный памятник — мемориальную стенку из крымбальского известняка протяженностью почти пять километров — от первого до третьего бастиона. На ней укрепили чугунные доски с перечислением полков, частей и батарей, сражавшихся на главной оборонительной линии Корабельной стороны. Надписи на них составил участник обороны П. Ф. Рерберг. В настоящее время сохранилась частично. ОКН Место расположения главной линии обороны в 1854—1855 гг. на Корабельной стороне. Мемориальная стенка между 1-м и 3-м бастионами (ансамбль).  Объект культурного наследия народов РФ регионального значения. Рег. № 921721298000005 (ЕГРОКН).
Умер 29 мая 1912 года. Похоронен в имении Никополь Изюмского уезда Харьковской губернии. В браке с Натальей Николаевной Герсевановой (ум. 1901) имел сына Фёдора (1868—1928), генерал-майора.

## Награды
Российские:
- За отличие при обороне Севастополя награждён орденом Святой Анны 3-й степени с бантом и орденом Святого Владимира 4-й степени с мечами и бантом (1855).
- Награждён орденами Святого Станислава 1-й степени (1871), Святой Анны 1-й степени (1874), Белого Орла (1883), Святого Александра Невского (1887), Святого Владимира 1-й степени (1899), Святого Андрея Первозванного (1912).
- За мужество и распорядительность, проявленные в боях русско-турецкой войны, пожалован золотой шпагой, украшенной бриллиантами, с надписью «За храбрость» (1878).

Зарубежные:
- Сербский орден Такова 1 степени (1893).
- Орден Благородной Бухары Бухарского эмирата (1893).
- Знак Испанского общества Красного Креста (1900).
- Сербский орден Саввы 1 степени и знак Сербского общества Красного Креста (1902).

## Сочинения
- «Севастопольцы». Участники 11-ти месячной обороны Севастополя в 1854—1855 годах. — СПб., 1903—1907. — 3 т.